# Premiul Ig Nobel
Premiile Ig Nobel sunt distincții acordate în mod tradițional celor mai trăsnite, ciudate sau inutile studii și realizări știintifice.
Organizatorii evenimentului spun ca acesta „nu este tocmai o glumă”, ci mai degrabă o formă de „satiră”, care se desfășoară cu exact o săptămână înaintea anunțării Premiilor Nobel, la Stockholm.